# العلاقات الليبيرية المالطية
العلاقات الليبيرية المالطية هي العلاقات الثنائية التي تجمع بين ليبيريا ومالطا.

## مقارنة بين البلدين
هذه مقارنة عامة ومرجعية للدولتين:
| وجه المقارنة                                              | ليبيريا      | مالطا                                                     |
| --------------------------------------------------------- | ------------ | --------------------------------------------------------- |
| المساحة (كم2)                                             | 111.37 ألف   | 316                                                       |
| عدد السكان (نسمة)                                         | 4.73 مليون   | 465.29 ألف                                                |
| الكثافة السكانية (ن./كم²)                                 | 42.47        | 147.24 ألف                                                |
| العاصمة                                                   | مونروفيا     | فاليتا                                                    |
| اللغة الرسمية                                             | لغة إنجليزية | اللغة المالطية، لغة إنجليزية                              |
| العملة                                                    | دولار ليبيري | يورو، ليرة مالطية                                         |
| الناتج المحلي الإجمالي (بليون دولار)                      | 2.16 مليار   | 12.54 مليار                                               |
| الناتج المحلي الإجمالي (تعادل القوة الشرائية) بليون دولار | 3.76 مليار   | 14.68 مليار                                               |
| الناتج المحلي الإجمالي الاسمي للفرد دولار أمريكي          | 455          | 22.60 ألف                                                 |
| الناتج المحلي الإجمالي للفرد دولار أمريكي                 | 842          |                                                           |
| مؤشر التنمية البشرية                                      | 0.430        | 0.839                                                     |
| رمز المكالمات الدولي                                      | +231         | +356                                                      |
| رمز الإنترنت                                              | .lr          | .mt                                                       |
| المنطقة الزمنية                                           | 00           | توقيت وسط أوروبا، ت ع م+01:00، ت ع م+02:00، أوروبا/مالطا ‏ |

## منظمات دولية مشتركة
يشترك البلدان في عضوية مجموعة من المنظمات الدولية، منها:
| علم المنظمة | اسم المنظمة                               | تاريخ انضمام ليبيريا | تاريخ انضمام مالطا |
| ----------- | ----------------------------------------- | -------------------- | ------------------ |
|             | مؤسسة التمويل الدولية                     | 28 مارس 1962         | 1 يونيو 2005       |
|             | منظمة حظر الأسلحة الكيميائية              | ?                    | ?                  |
|             | الأمم المتحدة                             | 2 نوفمبر 1945        | 1 ديسمبر 1964      |
|             | الاتحاد الدولي للاتصالات                  | 10 أكتوبر 1927       | 1965               |
|             | منظمة الشرطة الجنائية الدولية             | ?                    | ?                  |
|             | البنك الدولي للإنشاء والتعمير             | 28 مارس 1962         | 26 سبتمبر 1983     |
|             | الاتحاد البريدي العالمي                   | ?                    | ?                  |
|             | المركز الدولي لتسوية المنازعات الاستشارية | 16 يوليو 1970        | 3 ديسمبر 2003      |
|             | وكالة ضمان الاستثمار متعدد الأطراف        | 12 أبريل 2007        | 12 سبتمبر 1990     |
|             | يونسكو                                    | 6 مارس 1947          | 10 فبراير 1965     |

## وصلات خارجية
- موقع وزارة الخارجية الليبيرية
- موقع وزارة الخارجية المالطية